# Universidade Católica da Guiné-Bissau
A Universidade Católica da Guiné-Bissau (UCGB) é uma universidade privada guinéu-bissauense, com sede em Bissau.
Iniciada, em 2007, como um campus-polo de ensino da "Universidade Católica da África Ocidental" (UCAO), tornou-se autónoma pelo voto nº 04/2014 da Conferência Episcopal do Senegal, Mauritânia, Cabo Verde e Guiné-Bissau em 25 de fevereiro de 2014.
A universidade possui um único campus no bairro de Bôr, na cidade de Bissau. O campus é uma extensa área verde localizada na área ocidental da cidade, já próxima à fronteira com o sector de Prabis. O estabelecimento funciona com três turnos: matutino, vespertino e noturno.
A UCGB tem actualmente (2020) duas faculdades e uma escola de prática agrícola.